# Arturo Politi
Arturo Politi (Recanati, 7 aprile 1913 – Recanati, 19 settembre 1977) è stato un ceramista, scultore e pittore italiano.

## Biografia

### Infanzia e giovinezza
Nato a Recanati nel 1913, Arturo Politi inizia ad occuparsi di arte fin da ragazzo, un po' seguendo le orme del padre, un po' frequentando gli artisti locali come Igino Simboli, Cesare Peruzzi, Biagio Biagetti e Arturo Gatti. In questi anni si formò proprio grazie a Biagetti e Gatti, negli affreschi della Cappella dell'assunta nella Basilica della Santa Casa. Da giovanissimo vince un concorso nazionale di pittura che gli permetterà di entrare alla Accademia di Francia a Roma

### Il ritorno a Recanati
Tornato a Recanati, Politi si dedica alla ceramica con la precisa consapevolezza di voler intraprendere un percorso nuovo e libero dalle estetiche assimilate negli anni di studio. In questo senso gli sarà d'aiuto il suo futuro maestro, il ceramista Rodolfo Ceccaroni. Sono questi gli anni in cui Arturo Politi aprirà la sua bottega di Porta Marina a Recanati. Sono della fine degli anni '30 le ceramiche a tema francescano che adornano la stele in travertino del piazzale della Chiesa dei cappuccini di Recanati e le 14 ceramiche raffiguranti la via crucis di proprietà della Diocesi di Macerata – Tolentino – Recanati – Cingoli – Treia.

### Il dopoguerra

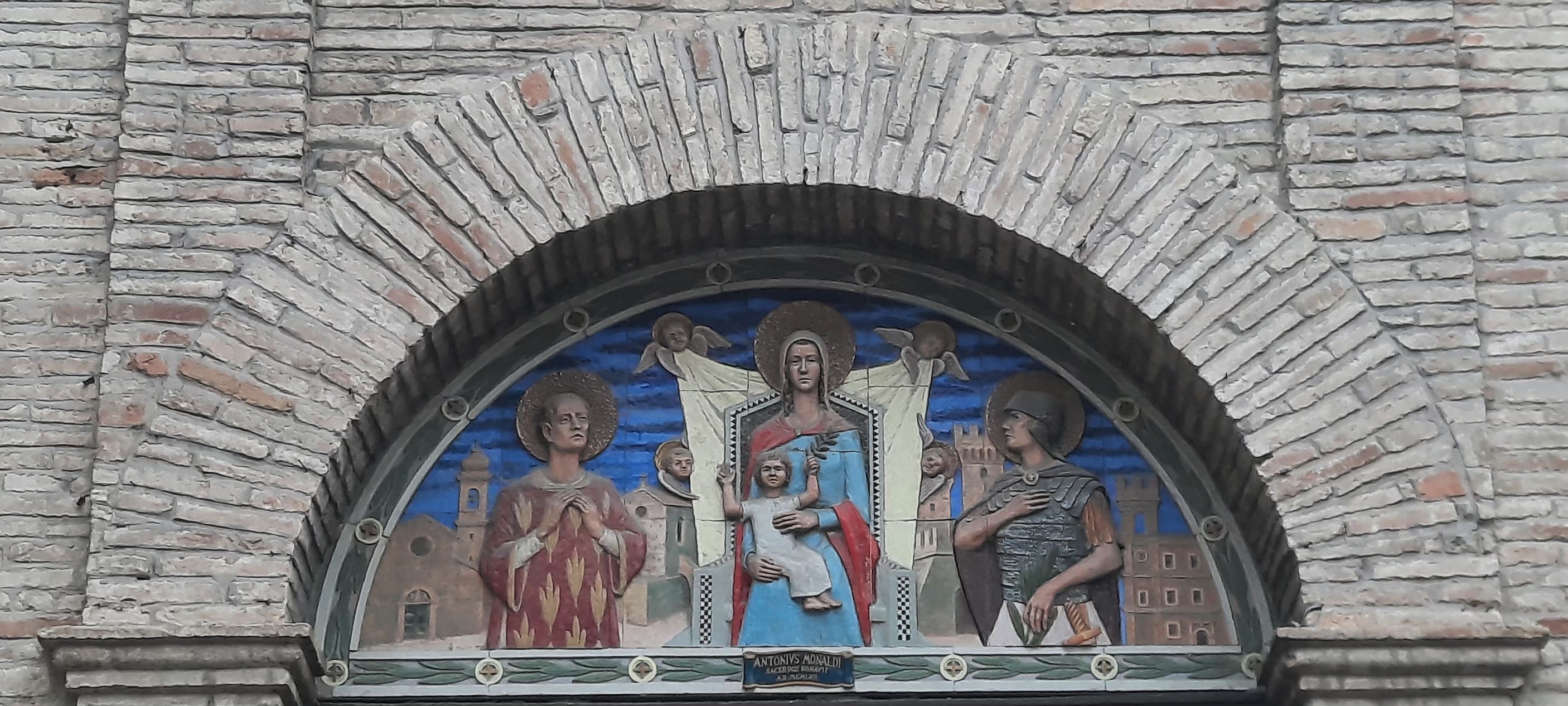
La lunetta di Arturo Politi sul portale principale della Chiesa della Collegiata di Santo Stefano in Castelfidardo

Negli anni '50 la sua bottega è spesso luogo di passaggio per molti artisti, tanto che Wladimiro Tulli e Gian Carlo Bojani lo inseriranno nella loro "periegèsi italiana ceramiche 1957-1997" edito dal Museo internazionale delle ceramiche in Faenza.
Nel 1958, dopo la morte di Beniamino Gigli, fu Arturo Politi ad occuparsi di decorare l'interno della tomba piramidale del tenore, utilizzando per l'occasione la tecnica della tempera a secco sui cartoni di Biagio Biagetti.
Nel 1962 gli viene commissionata un'opera per la Chiesa della Collegiata di Santo Stefano in Castelfidardo, realizzando così la lunetta che andrà a comporre il portale principale della chiesa completata nel 1770

## Arturo Politi nei musei
- Museo civico Villa Colloredo Mels
- Museo diocesano di Recanati
- Pinacoteca comunale Attilio Moroni

## Premi e riconoscimenti
- 1978 - Premio Leonardo da Vinci, Roma - alla memoria
- 1978 - "Medaglia d’Oro" dall’Accademia Italia delle Arti, delle Lettere e delle Scienze, Salsomaggiore - alla memoria